# Золотое сечение (конкурс)
«Золото́е сече́ние» — архитектурный смотр-конкурс и одноимённая премия этого конкурса. Учредитель — Союз московских архитекторов.

## История
Идея Первого архитектурного смотра-конкурса, в котором профессионалы оценивают работы своих коллег, принадлежит Андрею Таранову, Татьяне Пастернак, Елене Кереметчи, Вячеславу Егорову, Евгению Ассу, Галине Мутановой, которые обратились со своей инициативой и разработанным планом проведения в Союз московских архитекторов Архивная копия от 17 апреля 2011 на Wayback Machine. Было это в 1994-м году, а уже в 1995—1997 состоялся первый смотр, сразу заявивший себя и принятый архитектурным сообществом, как альтернатива множественным государственным (присуждение которых, по мнению инициативной группы, часто носило конъюнктурный характер).
Первое проведение смотра пришлось на 1995—1997 гг. и уже в первый состав жюри были включены самые авторитетные представители профессии.
Так, протокол от 27 мая 1997 года подписали
— председатель жюри Ларин А. Д.
Члены жюри Белоконь А. Н., Гаврилова М. М, Егерев В. С., Крышталь М. В., Некрасов А. Б., Солопов Г. Д., Шабунин Б. А.

## Принципы
Из положения о Премии «Золотое сечение»:
„Премия «Золотое сечение» присуждается за лучшие архитектурные проекты и реализации, публикации о современной архитектуре Москвы, а также за особые заслуги в Архитектурной практике, педагогике и теории.“
В смотре-конкурсе участвуют работы, выполненные московскими архитекторами, без привязки к географии проекта.

## Золотое сечение 2007
Комитет: Евгений Асс, Владимир Плоткин, Александр Скокан, Сергей Скуратов и Никита Явейн.
Торжественная церемония прошла 19 апреля 2007 года в Центральном доме архитектора.

## Золотое сечение 2009
В смотре-конкурсе «Золотое сечение — 2009» участвовало 110 работ (34 реализации и 76 проектов).

## Золотое сечение 2011
В смотре-конкурсе «Золотое сечение — 2011» участвовала 51 работа, из них — 25 проектов и 26 реализованных объектов. Номинантами на премию стали 10 работ.
Состав Комитета смотре-конкурсе «Золотое сечение — 2011»: Юрий Волчок, Владимир Плоткин, Александр Скокан, Сергей Скуратов, Сергей Туманин (Нижний Новгород).
Торжественная церемония прошла 26 апреля 2011 года в Центральном доме архитектора.
Лауреаты премии «Золотое сечение — 2011»
- В номинации «Реализация» — авторский коллективу, представивший проект реконструкции Дома Лобанова — Ростовского — «За высокое искусство диалога реставрации и реконструкции при сохранении и современном использовании историко-культурного наследия» (архитекторы: Мудров Г. В. — главный архитектор, научный руководитель объекта, руководитель авторского коллектива Канаев М. Б. — ГАП Соколовский Д. В. — ГАП Макаревич А. К. — ГИП Кононенко Н. А. — инженер-конструктор Тихомиров А. В. — инженер-технолог Датиева Н. С. — искусствовед ООО «Мэрал-студия» Полянцев Е. В. — генеральный директор, руководитель авторского коллектива Мовчан Е. А. — ГАП Андрианова А. П. — инженер Гулина И. В. — архитектор).
- Лауреат премии «За многолетние целеустремленные и результативные усилия по возрождению целостной архитектурно-строительной методологии, наглядно демонстрирующей возможности современного прочтения традиций народного зодчества на основе натурального дерева» — Николай Владимирович Белоусов (реализованный проект — «Мост» в дачном поселке Назарьево»).
- Лауреат премии «За высокое служение и преданность профессии» — заслуженный архитектор РФ, члену корреспонденту РААСН, действительный член Международной Академии Архитектуры Александр Дмитриевич Ларин.